# Karl Emil Mannsfeld
Karl Emil Mannsfeld (* 16. November 1865 in Annaberg als Carl Emil Mannsfeld; † 14. Februar 1945 in Dresden) war ein deutscher Jurist, Verwaltungsbeamter und Politiker.

## Leben
Karl Emil Mannsfeld nahm ein Studium der Rechtswissenschaft auf, das er 1889 mit dem Ersten und 1894 mit dem Zweiten Juristischen Staatsexamen beendete. Des Weiteren promovierte er zum Doktor der Rechte. Er trat in den sächsischen Justizdienst ein, wurde 1897 Amtsrichter und erhielt 1900 eine Stellung als Landrichter. Nachdem er 1906 zum Oberlandesgerichtsrat befördert worden war, wechselte er 1910 als Vortragender Rat ins sächsische Justizministerium. Dort erhielt er 1920 die Ernennung zum Ministerialdirektor. 1918 war er Mitglied des Bundesrates.
Mannsfeld war von 1919 bis 1922 stellvertretender Bevollmächtigter Sachsens zum Reichsrat. Er wurde 1922 Präsident des Oberlandesgerichtes Dresden und erhielt 1924 die Ernennung zum Oberlandesgerichtsrat. Während der Reichsexekution gegen Sachsen im Oktober 1923 amtierte Mannsfeld kurzzeitig als kommissarischer Justizminister. Vom 25. Juni 1929 bis zum 10. März 1933 war er Justizminister in den von den Ministerpräsidenten Wilhelm Bünger und Walther Schieck geführten Regierungen des Freistaates Sachsen. Während seiner Amtszeit als Minister war er gleichzeitig Bevollmächtigter Sachsens zum Reichsrat.
Beim Bombenangriff auf Dresden am 13. Februar verlor er seine Habe. Am folgenden Tag begab er sich mit seiner Frau auf die Suche nach seinen Kindern und dabei wurde er beim Tagesangriff auf der Straße durch Bombensplitter getötet, seine Frau schwer verletzt. Er liegt mit anderem Bombenopfern auf dem Heidefriedhof in Dresden begraben.
Karl Emil Mannsfeld war der Vater des Senatspräsidenten am Oberlandesgericht Dresden und LDPD-Politikers Ernst Mannsfeld und Großvater des sächsischen Kultusministers Karl Mannsfeld (CDU).